# Нова романтика
Нова романтика (англ. The New Romantics) — течія в музичному напрямку нової хвилі, що виникла у Великій Британії на початку 1980-х років і справила помітний вплив на розвиток англійської поп-і рок-сцени. «Нова романтика» виникла як альтернатива багато в чому аскетичній панк-культурі і не тільки не несла в собі соціального протесту, а й (згідно з Virgin Encyclopedia of 80's Music) «оспівувала гламур, яскраві фасони і гедонізм».
Розквіт течії збігся з раннім розквітом культури музичного відео, «нові романтики» створювали собі неймовірні зачіски (A Flock of Seagulls), чудернацькі шати (Spandau Ballet) і найяскравішу косметику насамперед з розрахунку на відеокліпи. Перша хвиля «нового романтизму» пройшла на початку 80-х років (представники — Visage, Spandau Ballet, Culture Club, Ultravox) і пізніше неодноразово відроджувалась.

## Історія
Двома ранніми центрами неоромантизму були клуб Billy's на Дін-стріт, де регулярно проходили тематичні глем-дискотеки та концерти, присвячені творчості Девіда Боуї та Roxy Music, і Blitz Club на Ґрейт Квін Стріт. Пізніше відкрився Hell: тут виступали Стів Стрейндж (підпрацьовував викидайлом) і Рості Іган (діджей), які незабаром утворили Visage разом з Біллі Каррі і Міджем Юром (членами Ultravox). Завсідником клубу був і Бой Джордж (якому Стрейндж заборонив з'являтися в клубі після того, як той був викритий у крадіжці).
Незабаром з'явилося чимало подібних клубів, найпомітнішими з яких були Croc's в Ессексі і The Regency в Чедуеел-хіті, де свої перші концерти дали Depeche Mode і Culture Club.
Першим організатором руху «нових романтиків» у Британії став Stevo (Стівен Пірс): саме він випустив ранню компіляцію на лейблі Some Bizzare Records, де вперше було представлено гурти Classix Nouveaux, Blancmange, Depeche Mode і Soft Cell.
У США першим звернув увагу на нову британську течію Джім Фоуратт з нью-йоркського клубу Danceteri. Він і став організатором так званого «Другого британського вторгнення» (англ. The Second British Invasion), початок якому поклав візит до Нью-Йорка Spandau Ballet у 1981 році. Незабаром рух перекинувся на Лос-Анджелес, коли Генрі Пек і Джозеф Брукс відкрили клуб The Veil, що існував з 1981 по 1983 роки.

### Імідж
Основним стилістичним взірцем для «нових романтиків» був Девід Боуї, чий сингл «Мода» (1980) став на деякий час програмним гімном нового руху. При цьому іміджі представників «нового романтизму» були як правило карикатурні: у них переважали андрогінність, гротескний аристократизм, образність, пов'язана з науковою фантастикою (звідси — перший варіант терміну: futuristic).

### Музичний стиль
Музичними джерелами «нової романтики» були електронний мінімалізм, глем-і краут-рок. При цьому (на відміну від глем-зірок початку 70-х) неоромантики практично не використовували гітар, замінивши їх синтезаторами, і місце «живих» ударних зайняли драм-машини. Однак, у складах багатьох відомих електропоп-груп, грали і реальні барабанщики: Річард Джеймс Берджесс (Landscape), Воррен Канн (Ultravox), Расті Іган (Visage).
Музика «нових романтиків» в основному являла собою електропоп (або сінті-поп) і була, як правило, танцювальною. Поряд зі спадщиною Боуі та Roxy Music як музичні першоджерела «новими романтиками» активно використовувалися диско, фанк і ритм-енд-блюз.
До руху приєдналися багато колишніх глем-рокерів, зокрема, Japan і Ultravox. Існували й винятки: The Human League досить довго були відомі в Шеффілді, де виконували арт-панк з елементами краут-року, але з виникненням нового руху створили собі «романтичний» імідж і перейшли до легшої, танцювальної музики. Деякий час до числа «нових романтиків» належавAdam and the Ants — гурт з явно вираженими панк-корінням.

### Провідні виконавці
Головними зірками руху «нових романтиків» стали Duran Duran і Spandau Ballet. Перший створював потужні запам'ятовувані поп-композиції, нерідко з претензіями на концептуальність. Другий орієнтувався на поп-ринок і покладався, в основному, на візуальну складову своєї творчості, хоча, сингл «True» вважається поп-класикою свого часу. Дещо сумнівного роду успіх мали гурти Classix Nouveaux, Visage і A Flock Of Seagulls (хоча останній здійснив серйозний прорив на американському ринку). Серйозна музична преса, в основному, висміювала ці (і подібні до них) колективи, вважаючи, що внутрішня порожнеча підміняється тут зовнішньою строкатістю, а театралізованість сценічних вистав покликана приховати відсутність музичних здібностей.
Протилежним прикладом є Depeche Mode: маючи порівняно скромний імідж, гурт починав у «новій романтиці», але невдовзі відійшов від цього руху, розробивши власний унікальний музичний стиль. Згодом музичні фахівці зазначали, що багато недооцінених у свій час колективів (Landscape, Гері Ньюман, Ultravox) зробили свій внесок у музичний розвиток, експериментуючи зі звуком, образами і аранжуваннями.

### Відродження: romo і електроклеш
Перша хвиля руху «нових романтиків» зійшла нанівець до 1986 року. Перше відродження руху сталося в середині 90-х років у Британії: воно отримало назву Romo (romantic modern) і процвітало в кількох центрах, найпомітнішим з яких був клуб Skinny. Найуспішнішим ромо-гуртом вважається Orlando.
На початку XXI століття ідеї раннього британського неоромантизму отримали втілення в течії електроклеш (хоча музика Fischerspooner та інших виконавців цього напрямку була різкішою і жорсткішою, ніж електропоп початку 1980-х).
У Лондоні після довгої перерви знову відкрився клуб Blitz, на сцені якого регулярно з'являються Рости Іган (діджей) і Стів Стрейндж (ведучий). Інший лондонський клуб, Electric Dreams, також ставить перед собою завдання «зберегти дух нової романтики». Інтерес до «нової романтики» був останнім часом підігрітий виходом телесеріалу BBC «Ashes to Ashes».